# Пелиссье, Кристоф
Кристоф Пелиссье (фр. Christophe Pélissier; род. 5 октября 1965, Ревель) — французский футболист и футбольный тренер, главный тренер клуба «Осер».

## Клубная карьера
На позиции полузащитник выступал за родной Ревель (1983—1990), затем за Мюре (1990—1995) и Каркассон (1995—1996). В 2000 году завершил карьеру игрока после возвращения в «Ревель».

## Тренерская карьера
После завершения игровой карьеры в 2000 году, возглавил «Ревель». По итогам дебютного сезона, клуб завоевал повышение в пятый дивизион Насьональ 3. В 2006 году получил тренерскую лицензию второго уровня. Перед сезоном 2006/07 стал главным тренером Мюре, спустя шесть лет во главе «Ревеля».
В 2007 году занял пост главного тренера в «Люзнак» из Насьональ 2. По итогам сезона 2008/09 Пелиссье вывел клуб третий дивизион Насьональ. В сезоне 2013/2014 клуб занял второе место в чемпионате и завоевывал повышение в Лигу 2, однако клуб не получил разрешение на выступление в лиге и начал новый сезон в региональной подгруппе Юг-Пиренеи.
В декабре 2014 года возглавил «Амьен», заменив на посту Самюэля Мишеля. 3 июня 2016 года после победы над клубом «Бельфор», единороги вернулись в Лигу 2. В сезоне 2016/2017 «Амьен» занял второе место в таблице, впервые в истории вышел в высший французский дивизион и три года подряд оформлял повышение в классе. В своей статье, издание France Football назвала команду Пелиссье «Приманкой» (дословно — Козой), отсылая на их 18-й бюджет в лиге. В мае 2019 года было объявлено о прекращении сотрудничества Пелиссье и клуба.
29 мая стал главным тренером «Лорьяна». По итогам сезона 2019/20, клуб выиграл второй дивизион и спустя три года вернулся в Лигу 1. 26 июня 2022 года после двух поражений подряд, Пелиссье покинул клуб.
26 октября, «Осер» объявил о назначении Кристофа на пост главного тренера. По итогам сезона 2022/23, клуб занял 17 место и вылетел в Лигу 2. По итогам сезона 2023/24 «Осер» завоевал повышение в Лигу 1.

## Достижения
«Лорьян»
- Победитель Лиги 2: 2019/20[12]

«Осер»
- Победитель Лиги 2: 2023/24[11]

Личные
- Тренер года Лиги 2 по версии НСПФ: 2023/24[13]